# Parosphromenus
Genre
Parosphromenus est un genre de poissons d'eau douce de la famille des Osphronemidae.

## Étymologie
Le nom de genre Parosphromenus, vient de paro (demi, moitié) et de osphromenus en référence au genre Osphronemus de Osphronome (sentir, flairer) en référence probable à l'organe auditif du labyrinthe. À noter la faute orthographique menus au lieu de nemus consacrée par l'usage.

## Liste d'espèces
Selon FishBase (23 mars 2012) :
- Parosphromenus alfredi Kottelat & Ng, 2005
- Parosphromenus allani Brown, 1987
- Parosphromenus anjunganensis Kottelat, 1991
- Parosphromenus bintan Kottelat & Ng, 1998
- Parosphromenus deissneri (Bleeker, 1859)
- Parosphromenus filamentosus Vierke, 1981
- Parosphromenus harveyi Brown, 1987
- Parosphromenus linkei Kottelat, 1991
- Parosphromenus nagyi Schaller, 1985
- Parosphromenus opallios Kottelat & Ng, 2005
- Parosphromenus ornaticauda Kottelat, 1991
- Parosphromenus pahuensis Kottelat & Ng, 2005
- Parosphromenus paludicola Tweedie, 1952
- Parosphromenus parvulus Vierke, 1979
- Parosphromenus quindecim Kottelat & Ng, 2005
- Parosphromenus rubrimontis Kottelat & Ng, 2005
- Parosphromenus sumatranus Klausewitz, 1955
- Parosphromenus tweediei Kottelat & Ng, 2005